# Marienpalast

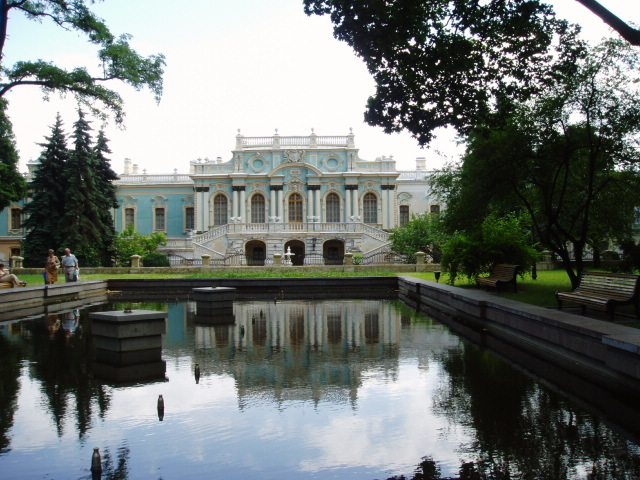
Nordseite und der Park

Der Marienpalast (russisch Мариинский дворец, ukrainisch Маріїнський палац) ist ein barocker Palast in der ukrainischen Hauptstadt Kiew auf dem hohen rechten Dnepr-Ufer. Der Palast dient heute als die offizielle zeremonielle Residenz des Präsidenten der Ukraine und liegt in unmittelbarer Nachbarschaft zur Werchowna Rada, dem ukrainischen Parlament.

## Geschichte
Der Palast wurde 1744 von der russischen Kaiserin Elisabeth in Auftrag gegeben und wurde von Bartolomeo Rastrelli, dem berühmtesten Architekten Russlands jener Zeit, entworfen. Einer der Schüler von Rastrelli, Iwan Mitschurin, stellte zusammen mit einer Gruppe anderer Architekten den Palast im Jahr 1752 fertig. Die Kaiserin Elisabeth hat ihn allerdings nicht mehr gesehen. Die erste gekrönte Person, die den Palast aufsuchte, war Katharina die Große, die 1787 zu Besuch in Kiew war. Im späten 18. und frühen 19. Jahrhundert war der Marienpalast der Sitz des Generalgouverneurs des Kiewer Gouvernements des Russischen Reiches.
Im frühen 19. Jahrhundert gab es im Palast eine Reihe von Bränden, die ihn zerstörten. Ein halbes Jahrhundert später, im Jahr 1870 gab Zar Alexander II. die Anordnung, den Marienpalast anhand von alten Zeichnungen und Skizzen wiederaufzubauen, die der Architekt Konstantin Majewski umsetzte. Der Palast bekam seinen Namen nach der Frau Alexanders II., der Zarin Maria Alexandrowna. Auf ihren Wunsch wurde vor der nördlichen Fassade des Palastes ein großer Park angelegt. Der Palast diente als Residenz für Gäste der kaiserlichen Familie bis 1917.
In den Jahren des Russischen Bürgerkriegs 1917–1920 wurde der Marienpalast als militärisches Hauptquartier genutzt. In den 1920ern gehörte das Gebäude einer Hochschule für Landwirtschaft, danach wurde es in ein Museum umfunktioniert. Während des Zweiten Weltkriegs wurde der Palast infolge schwerer deutscher Bombenangriffe auf die Stadt massiv beschädigt und gegen Ende der 1940er-Jahre wieder restauriert. Eine weitere größere Restaurierung wurde Anfang der 1980er-Jahre durchgeführt.

## Drehort
Der Palast diente im August 2021 als Drehort für den indischen Blockbuster RRR und war unter anderem im Hintergrund der Tanzszene zum Song Naatu Naatu zu sehen, der bei den Golden Globe Awards 2023 in der Kategorie Bester Filmsong ausgezeichnet wurde.